# Ansambel Alojza Grnjaka
Ansambel Alojza Grnjaka je narodnozabavna zasedba, ki je delovala sedem let, in sicer med letoma 1969 in 1976. Ustanovil in vodil ga je ljudski godec Alojz Grnjak iz Slamnjaka pri Ljutomeru.

## Zasedba
Ansambel Alojza Grnjaka je nastal v zasedbi Alojz Grnjak na harmoniki, Edi Koroša na klarinetu in Franc Slavinec na basu. V ansamblu so kot inštrumentalisti ob Grnjaku in Slavincu v različnih časovnih razponih sodelovali tudi Matevž Kaučič, Rudi Vogrinec in Branko Fifnja. Na začetku je z njimi prepeval pevski kvartet Marles, nato pa pevca Branko Fifnja in Angela Škrinjar.

## Delovanje
Pred letom 1969 je Grnjak igral na gostijah po Prlekiji in okolici v duetu s klarinetistom Edijem Korošo, nato pa se jima je pridružil najprej basist Franc Slavinec, zatem pa je še istega leta nastal kvintet, s katerim je prepeval pevski kvartet Marles.
Inštrumentalist Branko Fifnja se je ob spremembi pevskega dela iz kvarteta na duet kot pevec pridružil Angeli Škrinjar. Na začetku je skladbe v celoti ustvarjal Slavinec, skupaj jih je napisal 34. Pozneje jih je 29 dodal Grnjak. Po dve sta prispevala Vogrinec in Kaučič.
Ansambel je izdal dve mali in pet velikih plošč. Ena najbolj poznanih pesmi je Železnodverska, ki velja za prleško himno. Skorajda ponarodela pa je pesem Na kolinah oziroma bolj poznana pod naslovom Matjašek je gujdeka kla.
Po sedmih letih je ansambel znova postal trio s pevcema ali brez. Kot inštrumentalisti so nastopali Alojz Grnjak, Franc Škrlec in Jože Kunčič, pevca pa sta ostala Branko Fifnja in Angela Škrinjar. Zaradi tega nadaljevanja ansambla v trio zasedbi nekateri podatki govorijo, da je ansambel deloval kar 64 let, torej praktično vse do Grnjakove smrti leta 2014.

## Uspehi
Ansambel Alojza Grnjaka je na festivalih narodnozabavne glasbe dosegel eno nagrado:
- 1969: Festival Ptuj – 1. nagrada občinstva.

## Diskografija
Ansambel Alojza Grnjaka je plošče izdal v času uradnega delovanja (med letoma 1969 in 1976), leta 2000 pa so njihove pesmi zbrali tudi na dveh CD-jih pri založbi NIKA Records.
1. Prleški vasovalec (1969)
2. Večerni zvon (1971) – z vokalnim kvartetom Marles
3. Žlahtno vince ljutomersko (1972)
4. Res lepa je naša zemlja (1973)
5. Večerni zvon – Žlahtno vince ljutomersko (2000)
6. Našim bratom – Pri nas doma (2000)

## Največje uspešnice
Ansambel Alojza Grnjaka je najbolj poznan po naslednjih skladbah:
- Na kolinah/Matjašek je gujdeka kla
- Po poti domov
- Prleški vasovalec
- V ljutomerski kleti
- Večerni zvon
- Železnodverska